# Bogat și stricat
Bogat și stricat (ital. Un gioco da ragazze; germ. Reich und verdorben) este un film italian produs în anul 2007, după romanul lui Andrea Cotti.

## Acțiune
Elena, Michela și Alice sunt trei eleve frumoase, au vârsta de 17 ani, sunt în aceași clasă și provin din familii bogate. Cele trei tinere doresc să trăiască viața din plin. Când unul din profesori caută să le schimbe concepția lor de viață, începe un joc periculos. Pe cele trei prietene răsfățate, care se plictisesc la școală, nu le interesează nimic în afară de o viață superficială plină de plăceri frivole, viață care este realizabilă prin banii părinților. Ele petrec majoritatea timpului în magazine luxoase, se preocupă numai de aspectul lor exterior, căutând în localuri societatea masculină. Elena inteligentă, frumoasă, rafinată și obraznică este liderul grupului de fete. Ea este imorală și lipsită de respect, jocurile inventate de ea sunt jocuri umilitoare și dezmățate, cine nu face jocul ei este umilit și pedepsit cu cruzime. Când apare la școală tânărul profesor idealist, Mario Landi, ea își propune să-l seducă cu orice preț. În cele din urmă cu minciuna sinuciderii, reușește să-l ademenească în casă pe profesor. Acesta va fi surprins de tatăl Elenei în pat cu fata, tatăl moare intr-un accident produs în urma încăierării cu profesorul, care va fi condamnat pentru omor.